# U 508 (Kriegsmarine)
De U 508 was een U-boot van de IX C-klasse van de Duitse Kriegsmarine tijdens de Tweede Wereldoorlog. De commandant was Kapitänleutnant Georg Staats.

## Geschiedenis
De U 508 begon zijn training bij de 4. Unterseebootsflottille op 20 oktober en werd gecommandeerd door Oberleutnant zur See Gericke. Na het voltooien van zijn training werd hij op 1 juli 1942 overgeplaatst naar 10. Unterseebootsflottille. Zijn kapitein was ondertussen op 1 april 1942 bevorderd tot Kapitänleutnant. In zes patrouilles van 1 juli 1942 tot 12 november 1943 bracht hij veertien schepen met in totaal 74.087 brutotonnage tot zinken voor hij zelf tot zinken werd gebracht door dieptebommen van een Amerikaans B-24 Liberator. Dit vond plaats in de Golf van Biskaje, ten noorden van Kaap Ortegal, Spanje op positie 46° 00′ 0″ NB, 07° 30′ 0″ WL. Alle 57 bemanningsleden kwamen hierbij om het leven.